# Polyommatus oricus
Polyommatus oricus är en fjärilsart som beskrevs av Hans Fruhstorfer 1910. Polyommatus oricus ingår i släktet Polyommatus och familjen juvelvingar. Inga underarter finns listade i Catalogue of Life.